# Бали Шаг
„Бали шаг“ е марка на фино нарязан висококачествен датски тютюн за ръчно свиване. В България се предлагат три разновидности: Bali Shag Yellow Virginia, Bali Shag Rounded Virginia, Bali Shag Halfzware Shag.
Bali Shag Yellow Virginia (Mellow Taste Virginia) – типичен английски бленд от Вирджиния, тъмен Кентъки и сушен на въздух (Бърлей) тютюн със среден по сила вкус, с плътен и изразен аромат.
Bali Shag Rounded Virginia е първокачествен бленд от Вирджиния и Ориенталски тютюни със среден по сила, мек вкус.
Bali Shag Halfzware Shag в синя опаковка е типичен английски бленд от Виржиния, тъмен Кентъки и сушен на въздух тютюн със среден по сила вкус, с плътен и изразен аромат.
„Бали шаг“ произвежда още няколко разновидности, които са: Rich Virginia, White Halfzware и Nature.